# Macaca cyclopis
Macaca cyclopis е вид бозайник от семейство Коткоподобни маймуни (Cercopithecidae).

## Разпространение
Видът е разпространен в Провинции в КНР и Тайван. Внесен е в Япония.